# Peter Matthissøn Ofvid
Peter Matthissøn Ofvid, födelse- och dödsår är okända. Känt är att han var Tiendemand i Trondheim omkring 1650. Han var även psalmförfattare och representerad i danska Psalmebog for Kirke og Hjem.